# فرودگاه شهری نیو کولینگا
 فرودگاه شهری نیو کولینگا (به انگلیسی: New Coalinga Municipal Airport) یک فرودگاه همگانی بهره‌برداری هوایی با کد یاتا CLG است که یک باند فرود آسفالت و شن دارد و طول باند آن ۷۶۲ متر است. این فرودگاه در شهر کولینگا، کالیفرنیا کشور ایالات متحده آمریکا قرار دارد و در ارتفاع ۱۹۰ متری از سطح دریا واقع شده است.